# Rasheeda
Rasheeda Buckner (ur. 25 maja 1982) występująca jako Rasheeda – amerykańska raperka i autorka tekstów. 
Pochodzi z Atlanty w stanie Georgia, USA.

## Kariera
Do 18-nastego roku życia była członkinią 3 osobowego składu Da Kaperz. W 2000 roku odeszła, aby rozpocząć solową karierę. Na swoim koncie ma 5 albumów. Jest także członkinią dwuosobowego składu Peach Candy, który współtworzy razem z wokalistką Kandi Burruss. Do 2009 roku wydała 5 albumów, i wystąpiła gościnnie m.in. z Petey Pablo, Nelly, Nivea, Cherish, oraz pojawiła się w teledysku Ciary "Goodies". Rasheeda nazywana jest Królową Crunku ("Queen of crunk").
Karierę zaczęła już jako nastolatka. Razem z dwiema przyjaciółkami stworzyły trzyosobową grupę Da Kaperz. Działały pod szyldem wytwórni D-Lo Entertainment. Grupa została zauważona w 2000 roku. Wtedy też dziewczyny zakończyły działalność, a Rasheeda rozpoczęła karierę solową.

## Dyskografia

### Albumy
- 2001: Dirty South
- 2002: A Ghetto Dream
- 2006: GA Peach
- 2007: Dat Type of Gurl
- 2009: Certified Hot Chick

### Mixtapes
- 2010 Boss Bitch Music
- 2010 Boss Bitch Music Vol.2
- 2011 Boss Bitch Music Vol.3

## Nagrody/Nominacje
- BET Awards
  - 2010- Best Female Hip-Hop Artist (Nominacja)